# Partenon (Porto Alegre)
Partenon é um bairro da zona leste da  cidade brasileira de Porto Alegre, capital do estado  do Rio Grande do Sul. Foi criado em 7 de dezembro de 1959 com limites ampliados em 1990. Em 2019 o bairro contava com:  48.160 habitantes, distribuídos por seus 633,9 hectáres, com uma densidade populacional de 7.597,41 hab./km². A taxa de analfabetismo do bairro era de 2,51%, acentuadamente menor que o índice geral de Porto Alegre que era de 3,86%. A renda média era de 4,01 salários mínimos por domicílio. O seu Índice de Desenvolvimento Humano Municipal é de 0,815 levemente elevado em comparação o índice de 0,805 da cidade.

## Histórico
A história do bairro começou quando alguns literatos de Porto Alegre passaram a se encontrar com certa frequência e, desses encontros, nasceu a Sociedade Partenon Literário, oficialmente fundada em 1868. Sem endereço fixo para suas reuniões, eles perambulavam pelas livrarias e cafés da cidade.
Com o aumento de prestígio da sociedade, um componente do grupo propôs a construção de uma sede. Um deles então doou algumas de suas terras, localizadas no topo de um morro. Os membros da sociedade sonhavam em ali construir uma réplica do Partenon grego. Em 1873, no lugar onde hoje é a Igreja de Santo Antônio (localizada no bairro homônimo), foi lançada a pedra fundamental da sede, mas a ideia não prosperou. Paralelamente, um grande plano de urbanização e loteamento da área encontrava-se em curso. Num acordo com os membros da sociedade, o loteamento utilizaria o nome "Partenon" e a sociedade receberia parte do terreno a ser loteado. Porém, em 1899, a sociedade se dissolveu e doou seus terrenos à Santa Casa de Misericórdia. Teve suas atividades reiniciadas em 19 de julho de 1997.
As primeiras ruas do bairro Partenon foram a Rua Dr. Caldre Fião, atualmente Rua Paulino Chaves, e a Rua 18 de Junho (dia da fundação da Sociedade Partenon Literário), que não existe mais. Algumas ruas possuem nomes de escritores consagrados, como Machado de Assis, Luís de Camões e Monteiro Lobato.
A Igreja de Santo Antônio, inaugurada em maio de 1875, teve função muito importante no desenvolvimento do bairro Partenon, impulsionado também com a chegada do bonde elétrico a partir de 1910. Em 1884 foram inaugurados os pavilhões do Hospício São Pedro, assim designado até 1925, e que passou a ser chamado Hospital São Pedro até 1961, quando então assumiu a atual identidade de Hospital Psiquiátrico São Pedro.

## Características atuais
O bairro é cortado pela Avenida Bento Gonçalves, que se tornou uma das principais artérias da cidade de Porto Alegre. Às margens desta avenida se desenvolveu uma ampla rede comercial, que vai
de pequenos estabelecimentos a hipermercados. A mesma diversificação de oferta se dá também no que se refere à educação onde, na mesma avenida, são encontradas desde escolas de segundo grau estaduais e particulares, até a Pontifícia Universidade Católica do Rio Grande do Sul, que inaugurou seu Campus Central em 1968, ocupando uma grande área dentro do bairro.
O Partenon reúne moradores de classe média e baixa.

### Subdivisões
Encontram no bairro algumas vilas, tais como a Vila Ceres, a Vila Maria Degolada, o Campo da Tuca, a Vila João Pessoa, a São José e Morro da Cruz, onde ocorre a procissão da Sexta-feira Santa acompanhada da encenação dos últimos momentos da vida de Jesus Cristo.
Uma das subdivisões não oficiais do bairro Partenon é o Campo da Tuca, uma vila que tem este nome devido ao campo de futebol e em homenagem a uma moradora antiga mais popularmente conhecida como "Tuca". A comunidade vive socialmente em torno das atividades da Associação Comunitária do Campo da Tuca, que foi fundada em 1 de agosto de 1978.
Outra parte do Partenon que é tida como um bairro, apesar de não ser reconhecido oficialmente como tal, é chamada de Intercap: delimitada pelas avenidas Ipiranga, Antônio de Carvalho, Bento Gonçalves e Rua Albion.

### Pontos de referência
Cultural
- S.B.C Realeza

Áreas verdes
- Praça Clio Fiori Druck
- Praça Coronel Tristão José de Fraga
- Praça Darcy Azambuja
- Praça Doutor Arquimedes Azambuja
- Praça Doutor Samir Squeff
- Praça Esperanto
- Praça Leda Schneider
- Praça Percival Flores
- Praça Universitária

Educação
- Campus Central (maior parte) da Pontifícia Universidade Católica do Rio Grande do Sul (PUCRS)[16]
- Colégio Marista Champagnat (situado dentro da PUCRS)
- Instituto Estadual de Educação Paulo da Gama
- Escola Estadual de Educação Básica Apeles Porto Alegre
- Escola Estadual de Ensino Fundamental Cel. Aparicio Borges
- Escola Estadual de Ensino Fundamental Dr. Emilio Kemp
- Escola Estadual de Ensino Fundamental Professor Edgar Luiz Schneider
- Escola Estadual de Ensino Fundamental Maurício Sirotsky Sobrinho
- Escola Estadual de 1º e 2º Grau Francisco Antonio Vieira Caldas Júnior
- Colégio Adventista do Partenon
- Colégio Estadual Padre Rambo
- Escola Nossa Senhora do Brasil

Religião
- Capela Cristo Rei

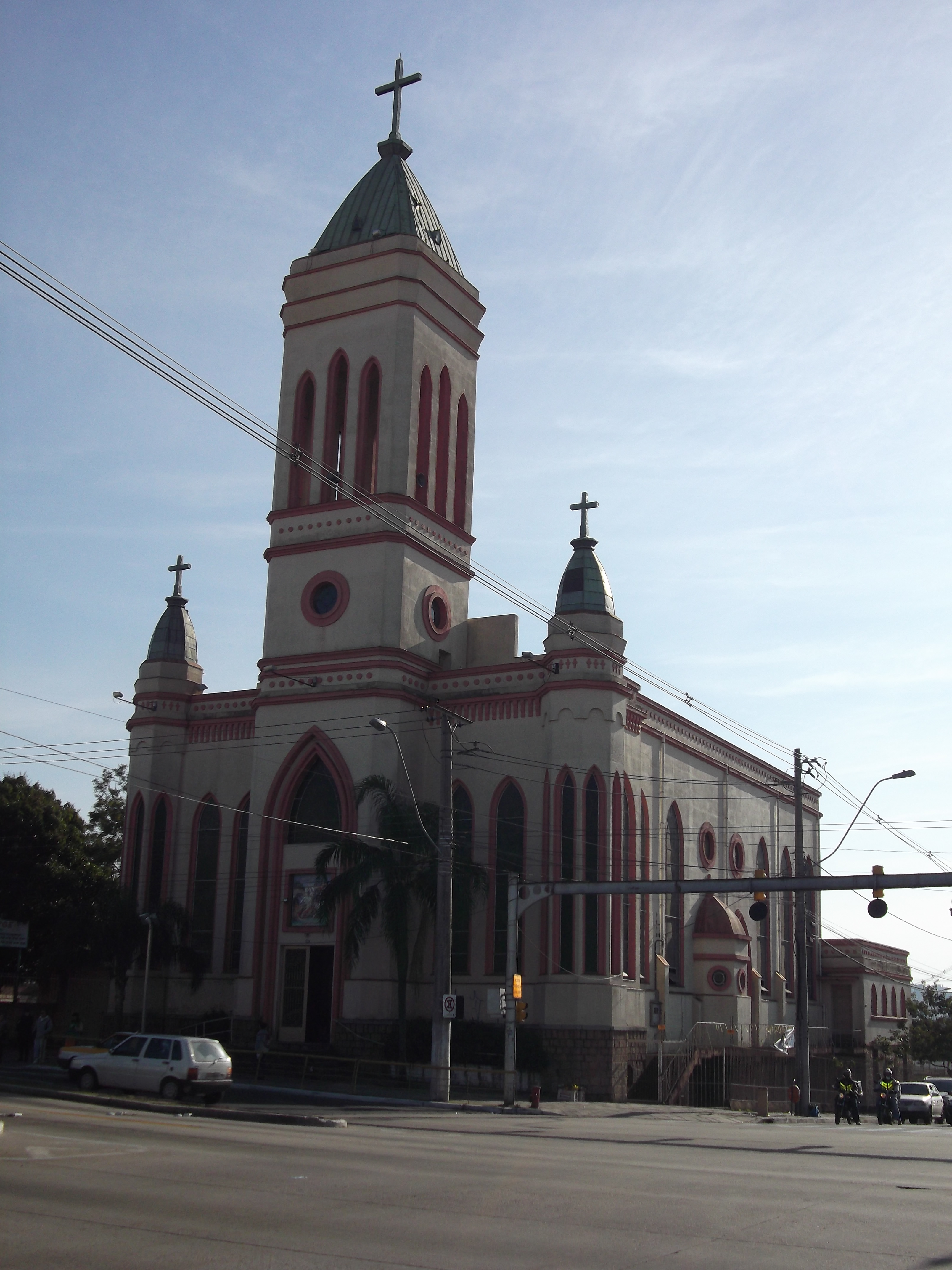
Igreja São Jorge.

- Igreja Ortodoxa Grega dos Santos Apóstolos
- Igreja São Jorge
- Igreja São José do Murialdo
- Igreja Universitária Cristo Mestre, da PUCRS
- A Igreja de Jesus Cristo dos Santos dos Últimos Dias

Saúde
- Escola Técnica de Saúde da Secretaria de Saúde do Rio Grande do Sul
- Hospital Psiquiátrico São Pedro[17]
- Hospital Sanatório Partenon[18]
- Instituto Psiquiátrico Forense Dr. Maurício Cardoso

Outros
- Associação Médica do Rio Grande do Sul (AMRIGS)[19]
- Companhia Carris Porto-Alegrense[20]
- Conselho Regional de Engenharia, Arquitetura e Agronomia do Rio Grande do Sul[21]
- 8° Batalhão Logístico
- Partenon Tênis Clube[22][23]
- 3° Regimento de Cavalaria de Guardas
- 4° Regimento de Policia Montada (cavalaria da PM)
- Academia de Policia Militar
- Batalhão de Operações Especiais da Brigada Militar(BOE)
- Presídio Central de Porto Alegre-RS

## Limites atuais
Avenida Bento Gonçalves, da esquina da Rua Veador Porto até a Rua Humberto de Campos e, por esta, até a Rua Caldre e Fião; desta, até a Rua Marieta; e, por esta, até a Rua Águas Mortas; e, por esta, até a Rua Martim Minaberry; desta, até a Rua D. João VI; e, por esta, até a Rua Pedro Boticário; indo por esta última da Rua Paulino Azurenha até a rua projetada, diretriz do Plano Diretor 3708; e, por esta diretriz, até o encontro do projetado prolongamento da Rua Bernardo Guimarães; por este prolongamento e pela Rua Bernardo Guimarães até a Rua Mário Artagão; por esta, até a Rua Manoel Vitorino; e, por esta, até a Avenida Coronel Aparício Borges; pela avenida citada até a Rua Coronel José Rodrigues Sobral; e, por esta última, até a Rua Outeiro; indo por esta última até a Avenida Bento Gonçalves; desta, até a Rua São Guilherme; e, por ela e seu prolongamento, até a Rua Ernesto Araújo; deste ponto, por uma linha reta, seca e imaginária, até o marco geodésico do Morro da Companhia; daí, por uma linha reta, seca e imaginária, até encontrar o ponto de convergência da Rua Soldado José da Silva com a Rua Capitão Manoel Pozo Bravo; por esta última, até a Avenida Bento Gonçalves; e, daí, pela Avenida Antônio de Carvalho até a Avenida Ipiranga, por esta, até a Rua Veador Porto; e, por esta, finalmente, até a Avenida Bento Gonçalves.
Seus bairros vizinhos são: Santana, Santo Antônio, Jardim Botânico, Coronel Aparício Borges, Vila João Pessoa, São José e Agronomia.

## Galeria de imagens

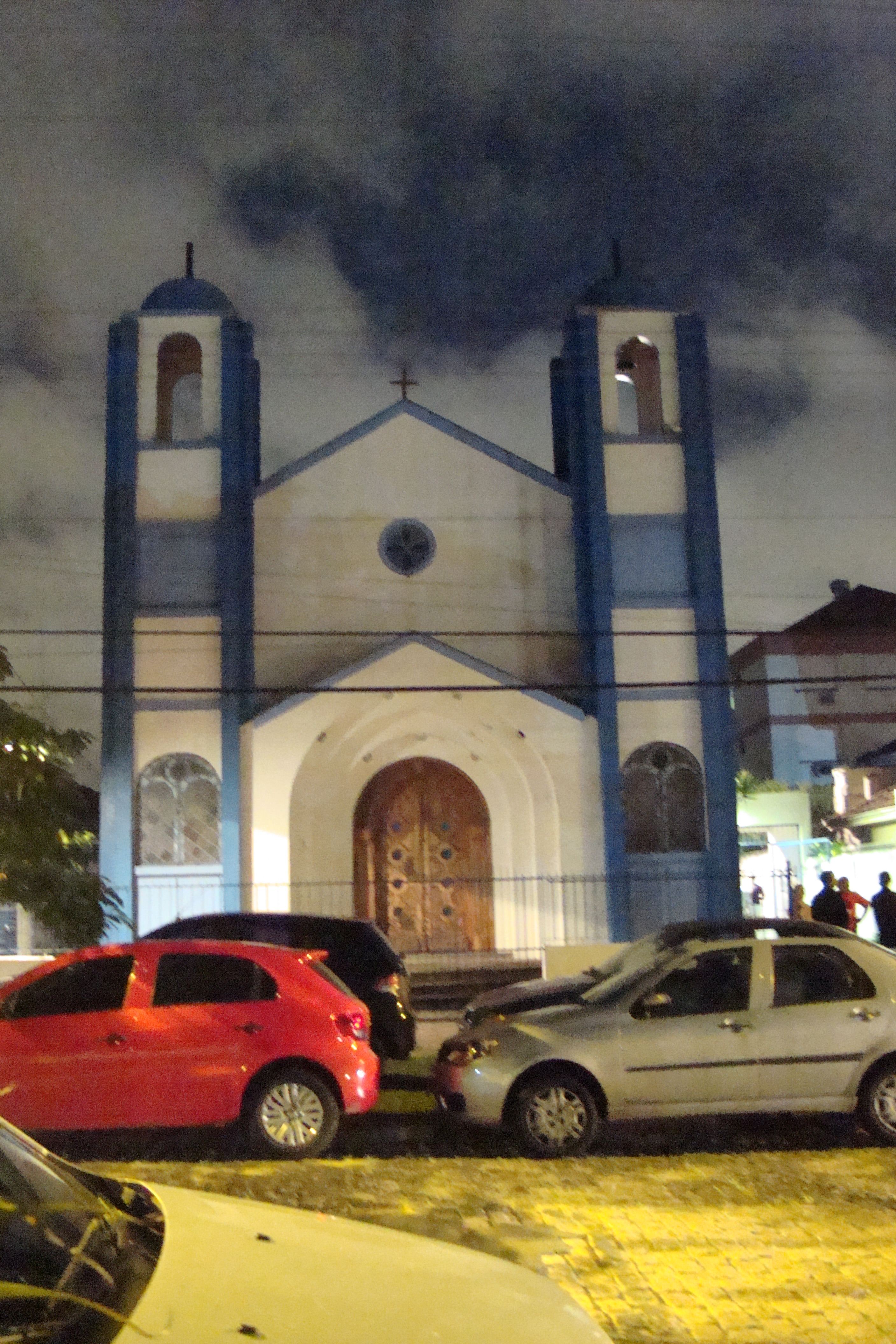
Igreja Ortodoxa Grega dos Santos Apóstolos
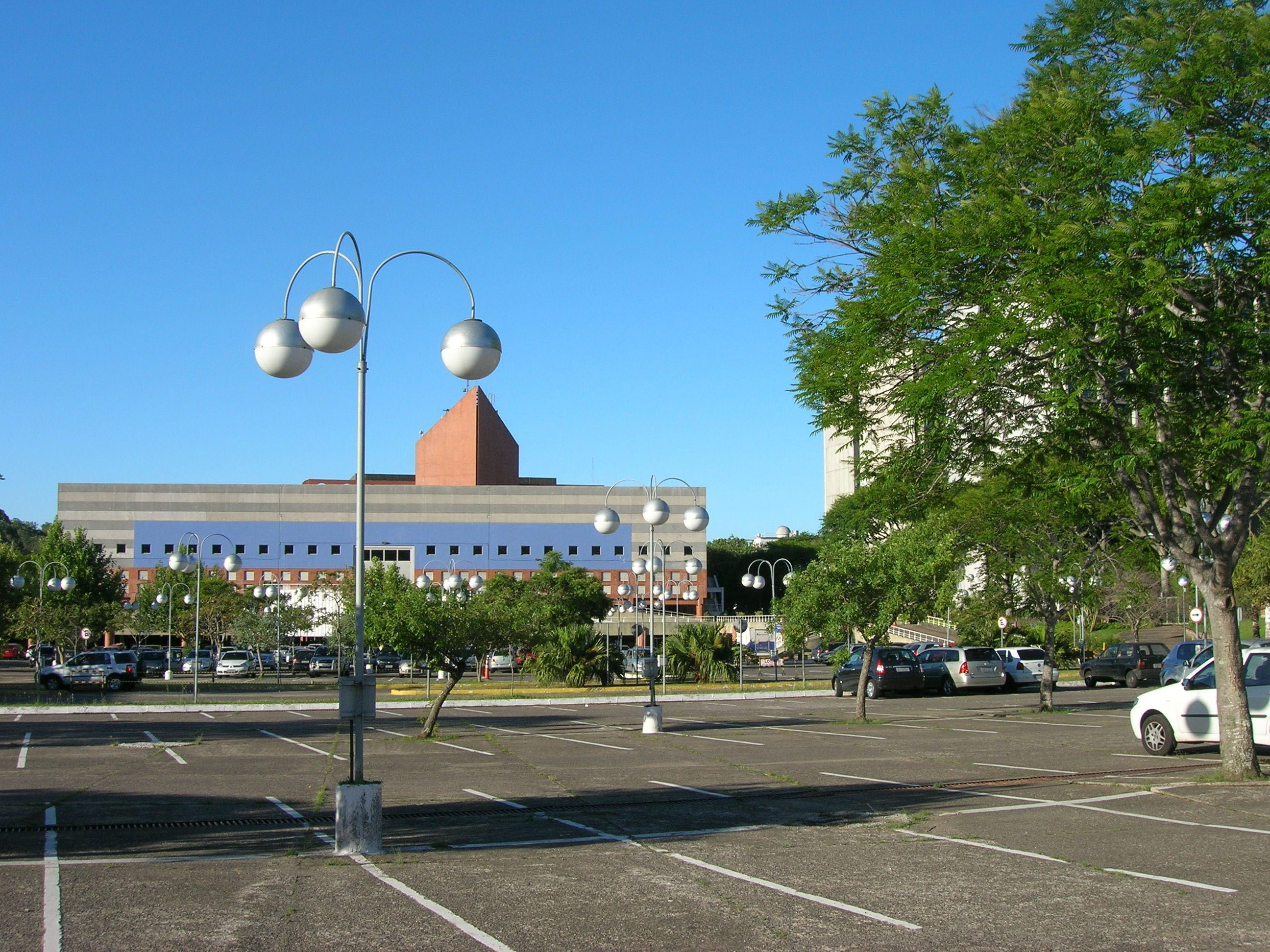
Detalhe do campus central da PUCRS
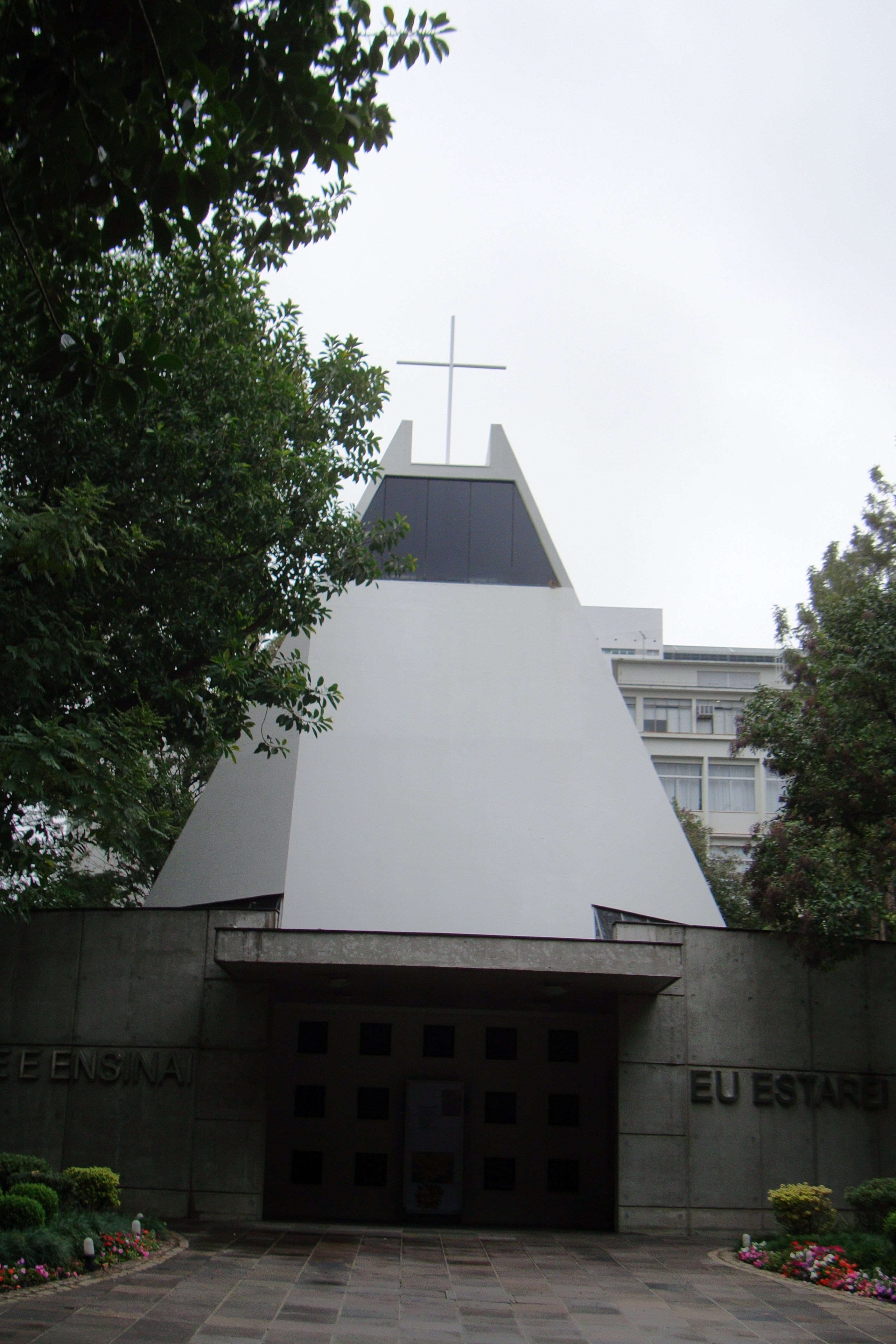
Igreja Universitária Cristo Mestre (vista da entrada)
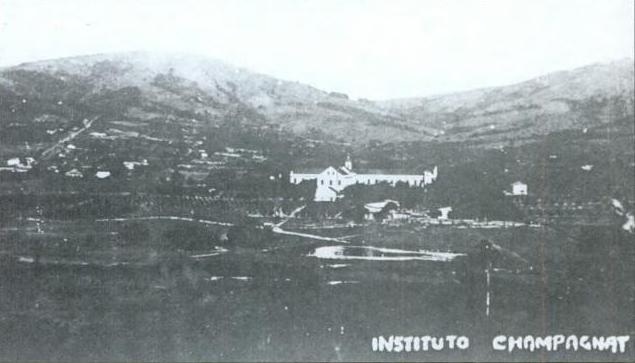
Colégio Marista Champagnat em 1921